# Parti populaire – Mouvement pour une Slovaquie démocratique

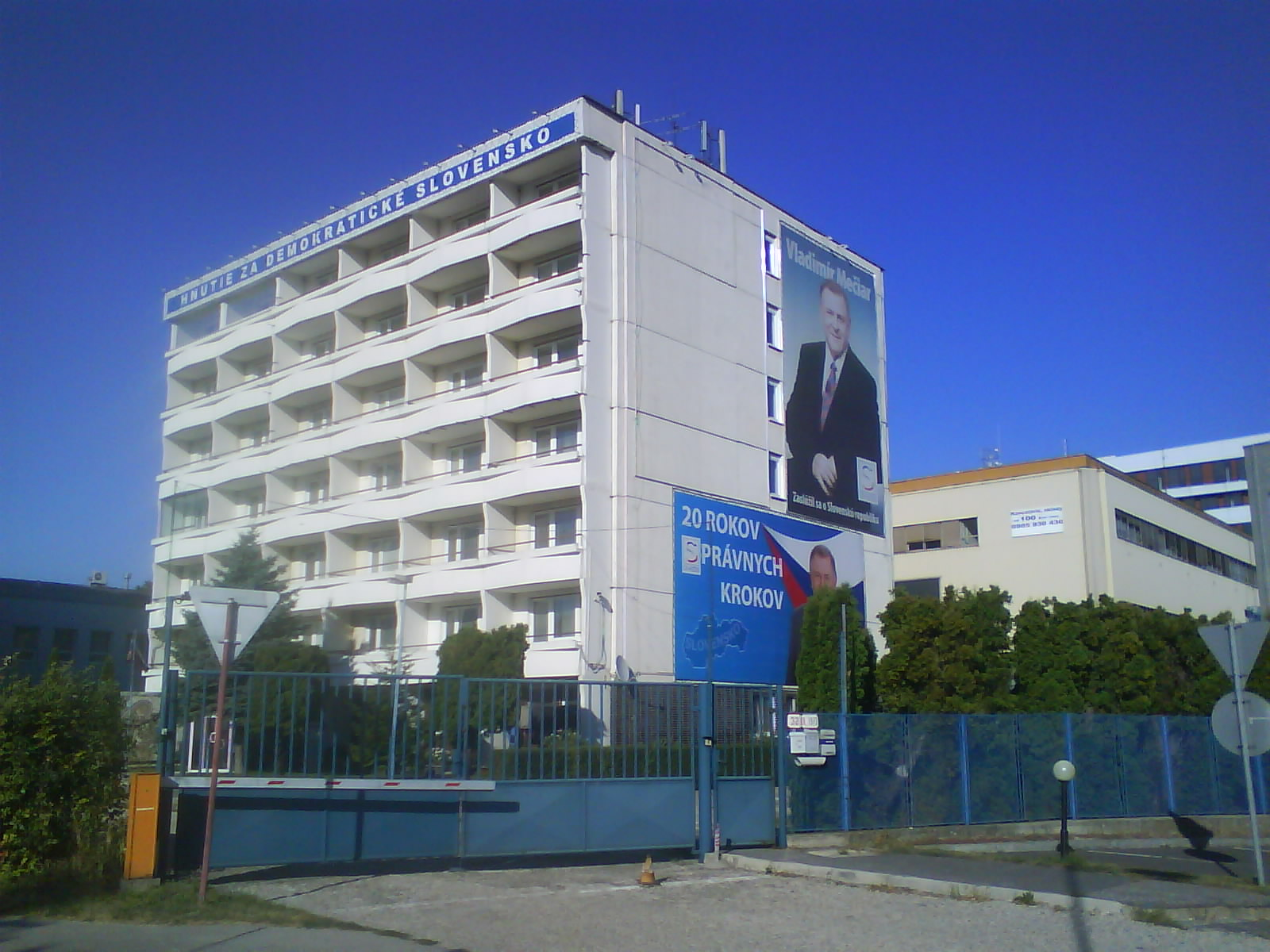
Le siège du parti à Bratislava.

Le Parti populaire – Mouvement pour une Slovaquie démocratique (en slovaque : Ľudová strana – Hnutie za demokratické Slovensko, ĽS-HZDS) est un parti politique slovaque disparu en 2014.
Son dirigeant est Vladimír Mečiar de sa création à septembre 2013.
Entre 2004 et 2014, il dispose d'un député européen, Sergej Kozlík, qui siège au groupe ADLE, en tant que membre du Parti démocrate européen qu'il rejoint en 2009.

## Historique[5]
Le Hnutie za demockratické Slovensko (HZDS) est issu d'une faction nationaliste dissidente du VPN, dont il s'est séparé lors d'un congrès extraordinaire du VPN le 27 avril 1991. En 1992, il obtient 37,26 % des voix aux élections législatives (il négocie ensuite la souveraineté de la Slovaquie et la fin de la Tchécoslovaquie – qui n'était à son programme électoral) puis en 1994, 34,94 % des voix aux élections législatives (il dirige la majorité parlementaire et gouvernementale). Par la suite, les résultats aux élections sont: 
- 1998 : 27,00 % des voix aux élections législatives (premier parti d'opposition)
- 2002 : 19,50 % des voix aux élections législatives (premier parti d'opposition)

Le 14 juin 2003, il devient le Ľudová strana – Hnutie za demokratické Slovensko (ĽS-HZDS) et obtient 8,79 % des voix aux élections législatives de 2006 (participe à la majorité gouvernementale avec SMER-SD et le SNS) puis en 2010, 4,32 % des voix aux élections législatives et en 2012, 0,93 % des voix aux élections législatives.
Le 7 septembre 2013, les instances dirigeantes HZDS ne sont pas renouvelées et le parti est dissous officiellement le 11 janvier 2014 par le conseil national.

## Résultats électoraux

### Élections législatives
| Année | Voix  | Sièges   | Rang | Gouvernement        |
| ----- | ----- | -------- | ---- | ------------------- |
| 1992  | 37,2% | 74 / 150 | 1er  | Mečiar II           |
| 1994  | 35,0% | 61 / 150 | 1er  | Mečiar III          |
| 1998  | 27,0% | 43 / 150 | 1er  | Opposition          |
| 2002  | 19,5% | 36 / 150 | 1er  | Opposition          |
| 2006  | 8,8%  | 15 / 150 | 5e   | Fico I              |
| 2010  | 4,3%  | 0 / 150  | 8e   | Extra-parlementaire |
| 2012  | 0,9%  | 0 / 150  | 9e   | Extra-parlementaire |

### Élections présidentielles
| Année | Candidat          | 1er tour | 1er tour | 2e tour | 2e tour |
| Année | Candidat          | Voix     | Rang     | Voix    | Rang    |
| ----- | ----------------- | -------- | -------- | ------- | ------- |
| 1999  | Vladimír Mečiar   | 37,2 %   | 2e       | 42,8 %  | 2e      |
| 2004  | Vladimír Mečiar   | 32,7 %   | 2e       | 40,1 %  | 2e      |
| 2009  | Milan Melník (sk) | 2,5 %    | 5e       |         |         |

### Élections européennes
| Année | Voix  | Sièges | Rang | Groupe |
| ----- | ----- | ------ | ---- | ------ |
| 2004  | 17,0% | 3 / 14 | 2e   | NI     |
| 2009  | 9,0%  | 1 / 13 | 5e   | ADLE   |